# ساری‌سو (کاهتا)
ساری‌سو (به ترکی استانبولی: Sarısu) (به کردی: Sırce) یک منطقهٔ مسکونی کردنشین در ترکیه است که در کاهتا واقع شده‌است.